# Elsa Arokallio
Elsa Arokallio, née le 18 août 1892 à Kurkijoki et morte le 3 octobre 1982 à Helsinki, est une architecte finlandaise. 

## Biographie

### Jeunesse et formation
Elsa Arokallio naît en 1892. Elle fait des études pendant les années 1910 et sort diplômée en architecture en 1919 de l'Université technologique d'Helsinki. 

### Carrière
Elle fonde un cabinet d'architecture avec son mari, Erkki Väänänen. Après quatre ans de mariage, Erkki Väänänen meurt et Elsa Arokallio dirige elle-même l'entreprise. Elle travaille également pour le ministère de la Défense. Elle aide à concevoir la caserne de Kauhava, ainsi que le quartier général de l'artillerie côtière à Lahdenpohja, achevés tous les deux en 1933. 
Durant les années 1930, elle collabore avec Elsi Borg. Puis, en 1940, elle s'installe à Vyborg où elle travaille avec Martta Martikainen-Ypyä. 
Après la Seconde Guerre mondiale, Elsa Arokallio travaille à Lahti avec l'architecte Könönen et conçoit des maisons individuelles. Elle continue à travailler au Conseil de construction de la Finlande de 1953 à 1959, tout en construisant des écoles à Kokkola, Jakobstad, Tampere et Varkaus. Elle a également travaillé dans le domaine de l'architecture d'intérieur.